# Jean-Baptiste Héral
Pour les articles homonymes, voir Héral.
Jean-Baptiste Héral est un homme politique français né le 28 novembre 1822 à Blaye-les-Mines (Tarn) où il est mort le 20 mai 1911.
Géomètre, il est maire de Blaye-les-Mines de 1870 à 1874 et de 1876 à 1908, conseiller général du canton de Monestiés de 1874 à 1892 et député du Tarn de 1885 à 1889, siégeant sur les bancs opportunistes.

## Sources
- « Jean-Baptiste Héral », dans Adolphe Robert et Gaston Cougny, Dictionnaire des parlementaires français, Edgar Bourloton, 1889-1891 [détail de l’édition]
- « Jean-Baptiste Héral », dans le Dictionnaire des parlementaires français (1889-1940), sous la direction de Jean Jolly, PUF, 1960 [détail de l’édition]